# 초대 프리츠 왕
초대 프리츠 왕(일본어: 初代フリッツ王 영어: the First King Fritz)은 만화 《진격의 거인》에 등장하는 현 시점(854년)을 기준으로 2,000년 전의 과거 인물이다. 엘디아 부족의 족장이자 시조 유미르의 공훈으로 탄생한 엘디아 제국의 초대 왕이다.

## 평가
선악의 경계가 애매한 입체적인 인물 군상이 수없이 많이 등장하는 진격의 거인에서도 보기 드문 참작의 여지가 없는 완벽한 순수 악, 절대악이다. 그 절대악 중에서도 끔찍할 정도로 최악의 죄질을 지닌 최악질이다. 이 남자와 대등한 '완벽한 절대악'으론 초반부에 미카사의 부모를 살해하고 미카사를 납치해 한 가정을 파괴하고 그를 인신매매하려고 했다가 결국 미카사와 에렌에게 살해당한 단역 강도 3인방, 초반에는 적당히 성격 좋고 최전선을 겪어보지 않은 순둥이였다가 결국 프리츠 왕과 같은 신생 엘디아 제국을 추구하고 반대자들까지 잔인하게 배제하고 숙청하는 악질 국수주의자, 제국주의자가 된 플록 포르스터 휘하의 예거파밖에 없다. 작가는 절대로 이 남자의 사정이나 동기 따윈 조명하지 않고 처음부터 끝까지 단죄 받아야 마땅한 흉악한 쓰레기 악남으로 묘사했다.
극 중에 2,000년 동안 인류가 서로 죽이고 빼앗는 수많은 끔찍한 비극의 역사를 만든 잔혹한 남자이자 엄청난 수의 피해자들을 만든 최대 최악의 원흉이다. 시조 위미르뿐만 아니라 그의 명령으로 인해 강제로 어머니를 먹는 패륜을 저지르고 세계를 정복하라고 세뇌당한 마리아, 로제, 시나, 과거 엘디아 제국의 폭정과 탄압으로 인해 고통 받았던 모든 나라들, 전 세계, 선대 왕들이 저지른 악행으로 인해 민족의 존속에 회의를 느끼고 평화로운 자멸을 택한 카를 프리츠, 카를 이후의 프리츠 왕가, 톰 크사버, 지크 예거처럼 목적 자체로만 보면 완벽한 악이라고 보기 힘든 빌런들, 엘디아에게 피해당했고 이제는 아홉 거인과 무구의 거인으로 똑같은 엘디아의 만행을 반복하는 마레 정부까지, 작중 모든 이들이 초대 프리츠 왕의 피해자였다.
최초의 거인의 힘을 쥐고 있는 시조 유미르를 노예 삼아 자신에게 사랑 받고 싶은 그의 순수한 마음까지 철저히 이용해 세계 정복, 적국민 학살에 써먹고 말로만 왕비로 삼겠다고만 하고 후계자를 낳기 위한 육노예로 만들어버리고 죽어서도 엘디아를 위해 거인들을 만들라고 부려먹었다. 그야말로 두고두고 비난당하고 욕을 얻어 먹어야 마땅한 독재자. 작품의 주제이자 가치인 자유와 사랑과도 완벽히 정반대인 증오와 욕망, 억압, 원한의 연쇄의 상징이자 그 뿌리를 뻗은 시발점.

## 독재자의 과거
2,000년 전의 멀고 먼 과거에는 농경으로 먹고 살던 약탈자 부족인 엘디아 부족의 족장이었으며 권력욕에 눈에 멀어 모든 사람들을 자신의 아래인 노예로 취급하고 자신의 것으로 삼지 못한다면 죽여서라도 만들겠다는 천인공노할 오만함과 사악함에 찌들어 있다. 그 사악하고 탐욕적인 어둠 때문에 수많은 나라와 마을을 침공해 불태워버리고, 사람들의 혀를 잘라 노예로 만들었으며 그 노예 중 한 명이자 누군가의 진실된 사랑을 원했던 불쌍하고 여린 고아였던 시조 유미르를 끈질기게 괴롭히고 노예로 부려먹었다. 위미르가 신목에서 거인의 힘을 얻고 다시 찾아온 뒤로는 아예 거인의 힘을 이용해 세계를 정복해 국력을 강화하고 가장 강한 적국이었던 마레 제국을 쓸어버리고 그와 몸까지 섞어 마리아 프리츠, 로제 프리츠, 시나 프리츠를 낳았다.
유미르는 아버지이자 주인으로 인식하는 프리츠의 사랑을 끊임 없이 갈구하여 자신을 바라보길 바랐지만 프리츠는 유미르에게 냉혹했고 다른 여자들과 바람까지 피우는 쓰레기였다. 위미르가 자신을 대신해 마레군의 창에 맞아 죽은 그 순간까지도 그를 노예 취급했고 아예 힘의 유지를 위해 시체를 세 딸들이 먹게 하는 미친 짓까지 자행했고 마지막으로 유언을 남길 때 딸들에게 아이를 낳아 거인의 힘으로 엘디아 제국의 이름 하에 세계를 영원히 지배하라는 유언을 남겼다. 유미르가 가졌던 시초의 거인은 세 개체로 분열되고 유미르의 거인의 힘을 이은 마리아와 로제, 시나 세 자매 왕녀들은 결국 썩어빠진 부친의 명령에 굴복해 아이들을 많이 낳았고 그 자식들에게 자신들도 먹혀 피와 살육, 식인으로 힘을 잇고 그 자식들도, 대를 이은 자식들과 손주들에게 먹혀 힘을 계승하는, 잔혹한 비극의 인류사를 시작해야 했다. 거인의 힘이 후손들에게 이어진 사악한 욕망으로 계속해서 이어져 육신과 의지, 기억이 이어지는 '길(좌표)'이 생성되고 평범한 인간에 지나지 않았던 절대다수의 엘디아인과 그 혼혈은 그 길들로 이어진 유미르의 백성으로 거듭나고 만다.
그야말로 마지막 죽는 순간까지 자기 자신만을 위해 살았으며 정복과 권력을 향한 자신의 욕망을 충족시키기 위해 시조 유미르에게 2,000넌 넘는 시간에 걸쳐 자유를 완전히 빼앗았고 괴롭혔다.
유미르는 프리츠의 명령 때문에 죽어서 영혼이 되어도 좌표의 세계에 지박령처럼 묶이게 되고 자유와 안식을 누리지 못했다. 헛되기만 한 프리츠 왕의 사랑에 매달렸는지 후대 왕들이 원할 때마다 모래로 거인을 빚어서 거인을 만들어 보내는 역할을 강제로 이어나갔다.
허나 유미르가 간절한 소망으로 이 비참한 삶에 종지부를 찍어줄 2,000년 후에 태어날 자유를 무한히 갈망하는 어린 소남에게 메시지를 전하면서 프리츠 왕의 사악한 야망도 무산된다. 프리츠가 유미르에게 가한 엄청난 악행에 크게 분노한 에렌은 유미르에게 네가 마음 대로 해도 되고 선택하는 것도 너의 자유라고 진심으로 설득한 결과, 위미르도 프리츠의 속박을 벗어던지고 자유의 몸이 된다. 그리고 세계의 멸망을 막기 위해 마레와 엘디아도 동맹을 맺어 협력하기에 이르면서 프리츠가 시작한 증오와 욕망, 원한의 고리도 종말의 여지를 열게 된다.

## 왜 역사에서 잊혔는가
오로지 자기 자신의 욕망만을 채우기 위해 시조 유미르의 자유를 빼앗아버리고 엘디아 제국의 선민사상ㆍ제국주의ㆍ인종차별주의를 가속시킨 끝에 이천년 후에는 내전으로 인한 자국의 멸망을 초래해 자국민과 세계인 모두를 비참하게 만든 사상 최악의 폭군에다가 엄연히 엘디아 제국의 초대 군주라는 설정이지만 위미르의 인생을 본격적으로 다루는 122화가 오기 전까지만 해도 작중 내에서 존재 자체에 대한 단 한 차례의 언급이나 복선도 없었던 악마이다. 그리샤의 아버지가 그리샤에게 엘디아 제국의 역사를 가르칠 때 엘디아의 태동기에서는 시조 유미르 프리츠가 대지의 악마와 계약을 맺어 거인의 힘으로 과거에 무너진 엘디아 제국을 부활시켜 13년의 임기 안에 후계자들이자 딸들인 마리아 프리츠, 시나 프리츠를 낳고 제국을 초대 황제로서 통치했다고만 언급한다. 마레뿐만 아니라 프리츠 이래 엘디아의 차기 국왕들이나 다른 나라들도 만악의 근원으로 시조 유미르만을 언급하고 진정한 만악의 근원인 초대 프리츠 왕의 존재를 전혀 언급하지 않았다. 사실상 진격의 거인에 일어난 무수한 재앙과 학살, 비극의 방아쇠를 당긴 원흉이자 절대악인데도 역사서에는 프리츠의 악행들은 전부 유미르가 자의적으로 한 것처럼 기록되어 있는 듯하다. 프리츠는 유미르를 억압하고 탐욕과 악행으로 세계를 비참하게 빠뜨린 죗값을 역사에 아무도 기억해 주는 사람이 없음으로써 혹독하게 치르는 것이고 아무런 죄가 없이 그저 프리츠가 내린 명령에 굴복했을 뿐인 순수한 피해자인 유미르가 프리츠가 싸질러 놓은 모든 악의 근원인 것인 양 지탄과 비난을 받게 되는 억울하고 비참한 상황인 셈이다. 문제는 유미르의 진실이자 엘디아 제국의 시작된 이야기를 엘런 예거 단 한 명만이 알고 있고 전 세계의 어느 누구도 그 사실을 모른다는 점이다. 
여기에는 신빙성 있는 추측이 있다. 어머니가 아버지에게 얼마나 끔찍하게 혹사당하고 결국에는 시체까지 잡아먹혔다는 사실을 안 세 딸들인 마리아, 로제, 시나가 성인이 돼서 엘디아의 시초의 거인을 셋으로 나눠 가진 기둥들로써 권력의 정점을 장악하고 아버지에 대한 증오와 어머니를 향한 사랑으로 프리츠를 사후 폐위시키고 어머니를 명목상의 초대 군주로 확립시킨 것이다.
원작 외적으로 원작이 아니라 애니메이션에서 복선이 먼저 등장했다. 식인의 계승을 시작으로 피와 살육, 학살 등의 잔혹사로 점철된 엘디아 제국의 역사를 묘사하는 벽화 형식으로 진행하는 2기 오프닝인 <황혼의 새>에서 공주로 보이는 세 명의 여성들에게 누군가의 시체의 인육을 먹으라고 세뇌하는 늙은 남자 왕으로 등장한 것이 전부이고 이것이 후일 등장에 대한 밑밥을 깔아 두었다. 2015년에 나온 황혼의 새의 콘티는 이사야마 하지메가 직접 그리고 감수했으며, 122화가 연재되기 4년 전이었다. 오래 전부터 만들어져 있던 캐릭터였던 셈.